# Baltasar Lobo

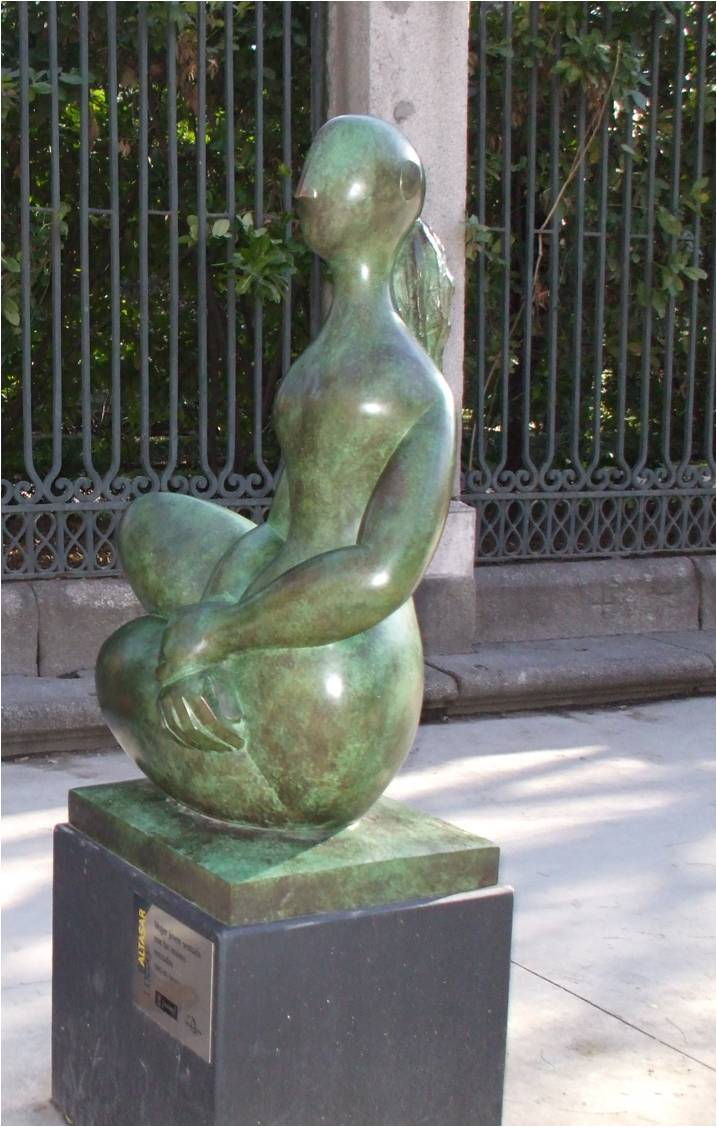
Baltasar Lobo, Madrid, desembre 2008.

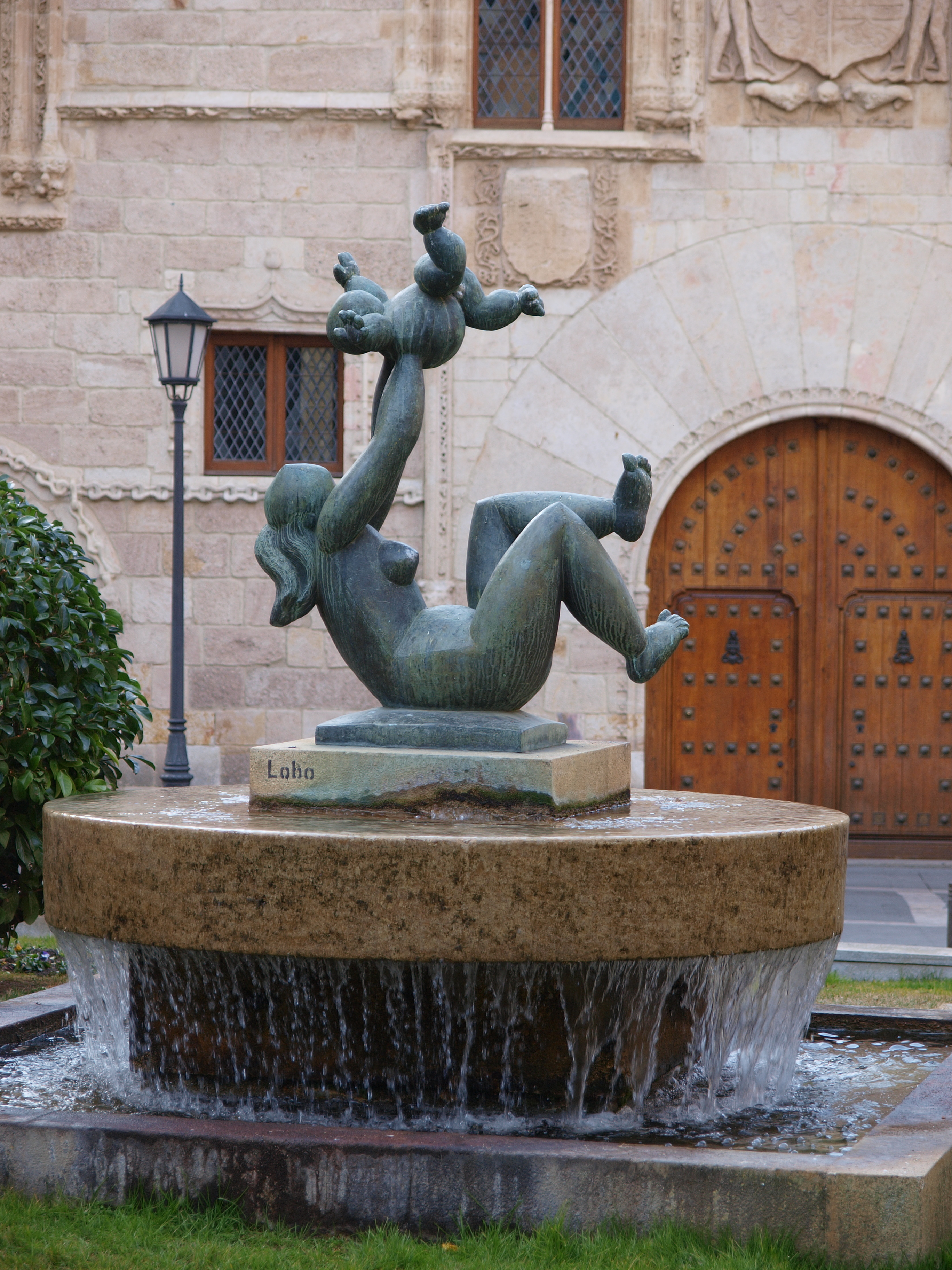
Mare i Nen (1980), a Zamora.

Baltasar Lobo (Cerecinos de Campos, Zamora, 22 de febrer de 1910 – París, 4 de setembre de 1993) va ser un dibuixant i escultor espanyol molt conegut per les seves composicions que representen mares i fills.
Nascut a Cerecinos de Campos, Zamora, Espanya, es va traslladar a París, França el 1939 on la seva escultura va tenir influències de Constantin Brancusi i Jean Arp. L'obra de Baltasar Lobo va ser exposada en la Galerie Vendôme de la Rue de la Paix juntament amb la de notables artistes com Henri Matisse, Fernand Léger, Maurice Utrillo i Pablo Picasso.
L'octubre de 2008 es va realitzar una exhibició temporal de les seves escultures al passeig del Prado de Madrid. L'IVAM va presentar una exposició que va reunir més de cent obres de l'artista. La mostra va tenir lloc a València entre el 15 de març i l'1 de maig de 2011.